# إدواردو ساتشيري
إدواردو ساتشيري (بالإسبانية: Eduardo Sacheri) (و. 1967  م) هو كاتب سيناريو، ومؤرخ، وأستاذ جامعي، وكاتب أرجنتيني، ولد في كاستيلار.

## التعليم
تعلم في National University of Luján ‏
.

## وصلات خارجية
- إدواردو ساتشيري على موقع IMDb (الإنجليزية)
- إدواردو ساتشيري على موقع قاعدة بيانات الأفلام العربية
- إدواردو ساتشيري على موقع ألو سيني (الفرنسية)
- إدواردو ساتشيري على موقع أول موفي (الإنجليزية)
- إدواردو ساتشيري على موقع قاعدة بيانات الأفلام السويدية (السويدية)
- إدواردو ساتشيري على موقع قاعدة بيانات الفيلم (الإنجليزية)
- إدواردو ساتشيري على موقع كينوبويسك (الروسية)